# 王一定
王一定（1921年—？），原名寿继灿，男，浙江绍兴人，中国电力专家，高级工程师。第三届全国人大代表。曾任中国电机工程学会常务理事。

## 生平
1944年毕业于上海大同大学电机系。曾任上海电力公司实习工程师。1949年后，历任天生港电厂军代表，杨树浦发电厂副厂长，上海电业管理局生产技术处副处长，中国驻越南经济代表处电力顾问，上海电业管理局副总工程师、总工程师、华东电业管理局副局长兼总工程师。